# NGC 5400
NGC 5400 este o galaxie activă situată în constelația Fecioara. A fost descoperită în 15 aprilie 1787 de către William Herschel. Se află la o distanță de 107,63 megaparseci de Pământ.